# Ischasioides gounellei
Ischasioides gounellei är en skalbaggsart som beskrevs av Tavakilian och Peñaherrera 2003. Ischasioides gounellei ingår i släktet Ischasioides och familjen långhorningar. Inga underarter finns listade i Catalogue of Life.